# 南川紫珠
南川紫珠（学名：Callicarpa bodinieri var. rosthornii）是马鞭草科紫珠属紫珠的变种。分布在中国大陆的四川等地，目前尚未由人工引种栽培。

## 别名
罗桑氏紫珠（植物分类学报）